# 坂部文昭
坂部 文昭（さかべ ふみあき、1945年2月6日 - ）は、日本の男性俳優、声優。身長168cm、体重60kg、群馬県出身、劇団文学座所属。

## 人物
テレビ、舞台の他、洋画の吹き替えを中心に声優としても活躍している。
特技は日舞。

## 出演作品

### テレビドラマ
- 五人の野武士 第5話「おん大将のおん首」（1965年、日本テレビ）
- 鬼平犯科帳（1969年、テレビ朝日）
  - 第14話「お雪の乳房」 - 番頭・庄之助 役
  - 第19話「霧の七郎」 - 阿部弥太郎 役
- 勝海舟（1974年、NHK） - 大野文太 役
- ユタとふしぎな仲間たち（1974年、NHK） - ヒノデロ 役
- 野わけ 第5話（1975年、読売テレビ）
- 大江戸捜査網 第4シリーズ「撃滅!江戸の黒い霧」（1976年、東京12チャンネル）
- 黄金の日日（1978年、NHK） - 斎藤十郎 役
- 大空港 第23話（1979年） - 薄井医院秘書
- 姉さんの子守唄（1979年、NHK銀河テレビ小説）
- NHK少年ドラマシリーズ 七瀬ふたたび（1979年）
  - 第5話「航海」
  - 第6話「時をのぼる」
- 日本巌窟王 第19話「死闘さそり狩り」（1979年、NHK）
- 陽はまた昇る 第9話「夕焼け雲」（1979年、フジテレビ） - 藤井国夫 役
- ふたりの母（1980年、CBC）
- ザ・ハングマン 第1シリーズ 第19話「恐怖で走るダイナマイト女」（1980年、テレビ朝日）
- 土曜ドラマ 戦後史実録シリーズ「空白の900分－国鉄総裁怪死事件－」（1980年10月11日、NHK）
- 熱中時代 第2シリーズ 第9話「二年三組新学期GO!!」（1980年、日本テレビ） - 青木大助 役
- 御宿かわせみ 第23話「花冷え」（1981年、NHK） - 村尾 役
- NHK少年ドラマシリーズ 星の牧場（1981年）
- マリコ 前篇・開戦前夜 後編・二つの祖国、父の国、母の国（1981年8月15日、NHK）
- ザ・サスペンス 消えたスクールバス 園児集団蒸発「それは夏祭りから始まった」（1982年7月24日、TBS）
- 峠の群像（1982年、NHK） - 勘七 役
- ハイカラさん（1982年、NHK）
- 太陽にほえろ! 第532話「バラの刺青」（1982年、日本テレビ）
- 特捜最前線（テレビ朝日）
  - 第280話「黙秘する女!」（1982年）
  - 第412話「OL・横浜ラブストーリー!」（1985年）
  - 第441話「女子中学生殺人事件・冬のコオロギのSOS!」（1985年）
  - 第458話「終着駅の女III 東京駅・青山圭子の逃亡」（1986年）
  - 第461話「不純異性交遊殺人事件!」（1986年）
  - 第505話「地上げ屋殺し」（1987年）
- ニュードキュメンタリードラマ昭和 松本清張事件にせまる 第13回「相沢事件 軍務局長斬殺さる」（1984年、テレビ朝日）
- 水曜時代劇 宮本武蔵（1984年、NHK総合テレビ） - 行商人 役
- 春の波涛（1985年、NHK） - 秋田雨雀 役
- 澪つくし（1985年、NHK連続テレビ小説第34作）
- うちの子にかぎって… パート2 第6話「ボクらは少年探偵団」（1985年、TBS） - 牛島弘文 役
- ドラマ人間模様 聖家族（1987年、NHK）
- 武田信玄（1988年、NHK） - 鎌田十郎左衛門 役
- 青春家族（1989年、NHK）
- はぐれ刑事純情派 パート2 第14話「臓器を売る女」（1989年、テレビ朝日） - 道夫の兄 役
- 翔ぶが如く（1990年、NHK） - 副島種臣 役
- 火曜サスペンス劇場 弁護士・高林鮎子 第7作「L特急しまんと6号 早春四国路殺人事件」（1990年3月13日、日本テレビ）
- 土曜ワイド劇場 密会の宿 第7作「女たちの殺人慰安旅行 忘れられた結婚指輪の秘密」（1990年5月30日、テレビ朝日）
- 特捜エクシードラフト（1992年-1993年、テレビ朝日） - 杉原博士 役
- 家栽の人 第10話「三姉妹」（1993年、TBS）
- 新幹線物語'93夏 第6話「にせパーサーが乗ってきた!」（1993年、TBS）
- 金曜エンタテイメント 横溝正史シリーズ 第4作「悪魔の手毬唄」（1993年9月24日）
- 金曜時代劇 大江戸風雲伝（1994年、NHK）
- ヒロシマ 原爆投下までの4か月（1996年8月5日、NHK）
- 徳川慶喜（1998年、NHK） - 岡部駿河守長常 役
- 葵 徳川三代（2000年、NHK） - 毛利元康 役
- 虹色定期便 静岡県焼津市編（2001年、NHK Eテレ） - 登おじさん 役
- 金曜エンタテイメント・報道発掘プロジェクト「拉致に挑んだ男たち・封印された世紀のスクープ」（2003年、フジテレビ）
- 武蔵 MUSASHI（2003年、NHK） - 板倉勝重 役
- 警視庁鑑識班2004 第2話「似顔絵に潜む家庭内暴力と落下死体の謎」（2004年、日本テレビ）
- 義経（2005年、NHK） - 船所五郎正利 役
- 篤姫（2008年、NHK） - 島津久風 役
- ゲゲゲの女房 第1週「ふるさとは安来」第1回（2010年、NHK BSプレミアム） - 農夫 役
- 土曜ワイド劇場 森村誠一の背徳の詩集（2011年、テレビ朝日）
- 棟居刑事シリーズ 第5作「目撃美女は二度死ぬ? 猫が運ぶ犯人!?」（2011年） - 青葉山マンション管理人・福本 役
- 報道ドラマ 生きろ 〜戦場に残した伝言〜（2013年、TBS）

### 映画
- 荒い海（1969年）
- この青春（1971年） - 入国警備官 役
- 積木くずし（1983年） - 宇沢医師 役
- 夜の哀しみ（2001年） - 漁港事務長 役
- 日本の青空（2007年） - 杉森孝次郎 役

### 舞台
- アンドーラ（1968年、文学座アトリエ）
- 騒がしい子守歌（1969年、紀伊國屋ホール）
- 五稜郭血書（1969年、国立劇場大劇場）
- 地の群れ（1970年、紀伊國屋ホール）
- 沈氏の日本夫人（1972年、東横劇場）
- トロイラスとクレシダ（1972年） - カルカース 役
- 櫻ふぶき日本の心中（1975年、紀伊國屋ホール）
- 人間嫌い（1978年、西武劇場）
- 新編 吾輩は猫である（1982年、文芸座劇団創立45周年記念公演） - 黒 役
- 続・二号（1984年、三越劇場）
- 場所と思い出（1988年、文学座アトリエ）
- 女の一生 果てしなきひとすじの道（1989年、東京・池袋サンシャイン劇場）
- 山ほととぎずほしいまま（1991年、サンシャイン劇場）
- お富与三郎 恋しぐれ（1992年、南座）
- 好色一代女（1993年、三越劇場）
- 恋ぶみ屋一葉（1994年、新橋演舞場）
- 近松心中物語（1996年、明治座）
- 寒花（1997年、文芸座アトリエ）
- 怪談 牡丹燈籠（1998年、三越劇場） - 三遊亭圓朝 役
- ふるあめりかに袖はぬらさじ（1999年、三越劇場）
- 乾いて候（2000年、紀伊國屋サザンシアター）
- 水の記憶 The Memory of Water（2000年、紀伊国屋ホール） - テリーザの夫・フランク 役
- 鏡花幻想（2000年、帝国劇場）
- かどで・釣堀にて（2000年、俳優座劇場）
- 四谷怪談（2001年、シアターコクーン）
- THE CRISIS -ザ・クライシス-（2004年、文芸座アトリエ） - 元国務長官 役
- ビリーとヘレン（2004年、ル テアトル銀座）
- 新・近松心中物語〜それは恋〜（2004年、日生劇場） - 平三郎 役
- アルバートを探せ（2005年、文学座十二月アトリエの会） - 長岡半太郎 役
- ぬけがら（2005年、文芸座アトリエ）
- 信長（2005年、松竹・新橋演舞場） - 平手政秀 役
- 日本の面影（2005年、紀伊國屋ホール） - 稲垣金十郎 役
- シラノ・ド・ベルジュラック（2007年、青山円形劇場） - ド・ギッシュ伯爵、ル・ブレ、僧侶 役など
- 肝っ玉おっ母とその子どもたち（2008年、シアター1010） - 基地司令官 役
- 風のつめたき櫻かな（2008年、紀伊國屋サザンシアター） - 床屋・商店会長：青木浩二郎 役
- グレンギャリー・グレン ロス（2009年、紀伊國屋サザンシアター） - アーロナウ 役
- 定年ゴジラ（2009年、紀伊國屋サザンシアター） - 野村 役
- 朗読の会 入れ札（2010年、浅草リトルシアター）
- エレジー〜父の夢は舞う〜（2011年、吉祥寺シアター） - 吉村右太 役
- タネも仕掛けも（2012年、紀伊國屋サザンシアター） - ディープ田中 役
- 不幸 / 一周忌（2013年、したまち演劇祭） - 伯父・治兵衛 役
- すててこてこてこ（2015年、吉祥寺シアター） - 主演・三遊亭圓朝 役　※ 加藤武の逝去による代役[5]

他多数

### 吹き替え

#### 洋画
- アンダー・サスピション
- カリフォルニアドリーム（ポール・スミス〈ロッド・アランツ〉）
- 鏡の国のアリス（スズメバチ〈イアン・リチャードソン〉）
- サウンド・オブ・ミュージック（マックス・デトワイラー〈リチャード・ヘイドン〉）※DVD新録音版
- ジェニファーの明日 あなたを抱きしめさせて（リチャーズ医師〈セドリック・スミス（英語版）〉）※NHK版
- ジョーズ（ラリー・ヴォーン市長〈マーレイ・ハミルトン〉）※テレビ東京版
- タイムクラッシュ・超時空カタストロフ（FBI捜査官ベイカー〈ローレンス・デイン〉）※テレビ東京版
- ディファイアンス（ハレッツ〈アラン・コーデュナー〉）
- トゥー・ブラザーズ（ユージン・ノルマンダン〈ジャン＝クロード・ドレフュス〉）
- フーディーニ 幻想に生きた奇術師（コナン・ドイル〈デヴィッド・コールダー〉）
- フェリシティの青春
- 博士と彼女のセオリー（フランク・ホーキング〈サイモン・マクバーニー〉）
- Mr.ホームズ 名探偵最後の事件（シャーロック・ホームズ〈イアン・マッケラン〉）
- 楽園の女（ウー氏〈セク・サウ〉）
- ランダム・ハーツ（トルーマン・トレイナー（リチャード・ジェンキンス））※テレビ版

#### 海外ドラマ
- アンダーカバー・ボス2 社長潜入調査（ティム・ホワイト学長）
- イ・サン
- ER緊急救命室シリーズ
  - シーズンX（モーガン・ウエストブルック〈マイケル・グレゴリー〉）
  - シーズンXI（アジェイ・ラスゴートラ〈アヌパム・カー〉）
- MAJOR CRIMES 〜重大犯罪課〜（クレイトン・カーター〈ロン・グラス〉）
- 刑事コロンボ ハッサン・サラーの反逆（アーマド・カマル国王〈バリー・ロビンス〉）
- 警部マクロード
- 刑事フォイル（イアン・スチュアート（サムの父））
- コールドケース7 ザ・ファイナル（フランク・ジェームズ(現在)〈ニューウェル・アレクサンダー〉）
- サブリナ シーズン6（ケーブル設置員）
- ザ・パシフィック（スレッジ医師〈コナー・オファレル〉）
- ザ・ホワイトハウスシリーズ
  - シーズン2（ジン・ウェイ〈ヘンリー・オー〉）
  - シーズン3（レオナルド・ウォレス〈カーメン・アルジェンツィアノ〉）
  - シーズン4（ボイト〈テリー・ビーバー〉）
- スーパーナチュラル シーズン9
- チャームド 〜魔女3姉妹〜 シーズン2（イライアス〈J・ケネス・キャンベル〉）
- デスパレートな妻たち4
- ドクター・フー（アスキス将軍〈ルパート・ヴァンシッタート〉）
- バーナビー警部（ロン・プリングル〈ジェームズ・ボーラム〉）
- バーン・ノーティス 元スパイの逆襲（イーライ・ザマール〈ジョエル・スウェトゥ〉）
- 馬医（オ・ギュテ〈キム・ホヨン〉）
- ホーンブロワー 海の勇者（ド・シャレット将軍〈ジョン・シュラプネル〉）
- マイ・スイート・メモリーズ（ハロルド〈ジェローム・ガーディーノ〉）
- マードック・ミステリー 〜刑事マードックの捜査ファイル〜（ラルフ・フィッチ）
- 名探偵ポワロ ※NHK版
  - マギンティ夫人は死んだ（スペンス警視〈リチャード・ホープ〉）
  - 杉の柩（マースデン警部〈ジャック・ギャロウェイ〉）
- 名探偵モンク（リーランド・ストットルマイヤー警部〈テッド・レビン〉）
- 主任警部モース（ポーレン）
- レリック・ハンター 秘宝を捜せ（ディーン〈カルロ・ロタ〉、ウォーマー学部長〈ジョゼフ・ジーグラー〉）
- UCアンダーカバー 特殊捜査班
- ロストワールド〜失われた世界〜（ギル 他）
- 私はケイトリン シーズン2（ペティグルー校長〈デヴィッド・グリーニー〉）

### テレビアニメ
- 人間交差点（2003年） - 作家 役
- シグルイ（2007年） - 男 役

### OVA
- 銀河英雄伝説外伝 決闘者（2000年） - ウィルヘルム・フォン・リッテンハイム3世〈2代目〉 役

### ラジオドラマ
- NHK第一放送
  - 吸血鬼 - 三谷 役
- NHK-FM 青春アドベンチャー
  - モンテ・クリスト伯（1996年） - ファリア神父 役
  - オルガニスト（1999年） - オッテ警部 役
  - 髑髏城の花嫁（2013年） - モリソン 役
  - あたたかい水の出るところ（2014年）
  - 砂漠の王子とタンムズの樹（2014年）
- NHK-FM FMシアター
  - 暑かった夏、そして冬（1996年）
  - ビオレタ（2015年）
- 死児は方言で帰る（1973年、FM芸術劇場）
- 還らざる一機〜「太平洋の虹」第2部（1975年、FMドラマ）
- 恋の鞘当て（1975年、R1文芸劇場）
- 光る壁画（1984年、NHKラジオ第1放送）
- 師走狐（1985年、ラジオ図書館）

### CD
- 美しい日本語 そらんじたい和歌170選（2003年） - 朗読

### ボイスオーバー
- シャーロック・ホームズの世界（1979年、NHK教育テレビ） - ジョン・H・ワトスン 役
- BS世界のドキュメンタリー（NHK-BS1）
- フロム・ジ・アース/人類、月に立つ（2001年、NHK-BS1）
  - 第4回「激動の1968年・アポロ8号」（ロバート・ギルルース〈ジョン・キャロル・リンチ〉）
  - 第5回「月着陸スパイダー〜技術者たちの挑戦」（ヴェルナー・フォン・ブラウン）
  - 第8回「輝かしき失敗」（ポール・ハーカス〈クリント・ハワード〉）